# God Save the Rave
God Save the Rave er Scooters  tyvende studiealbum, udgivet i 2021 af Sheffield Tunes i Tyskland.

## Spor
1. "Futurum Est Nostrum" – 1:49
2. "God Save the Rave" – 3:12
3. "Never Stop the Show" – 3:51
4. "We Love Hardcore" – 3:15
5. "Paul is Dead" – 2:55
6. "Bassdrum" – 2:55
7. "Which Light Switch Is Which?" – 3:23
8. "FCK 2020" – 3:29
9. "Groundhog Day" – 2:54
10. "Hang The DJ" – 3:16
11. "Rave Teacher" (Somebody Like Me)[Album Edit] – 3:17
12. "Devil’s Symphony" – 3:05
13. "These Days" – 4:03
14. "Wand'rin' Star" – 4:00

## Hitlisteplaceringer
| Titel               | Chart-Positioner | Chart-Positioner | Chart-Positioner | Chart-Positioner | Chart-Positioner |
| Titel               | Tyskland         | Ungarn           | Østrig           | Schweiz          | Slovakiet        |
| ------------------- | ---------------- | ---------------- | ---------------- | ---------------- | ---------------- |
| "God Save the Rave" | 4                | 22               | 7                | 12               | 91               |